# Municipio de Orono
El municipio de Orono (en inglés: Orono Township) es un municipio ubicado en el condado de Muscatine en el estado estadounidense de Iowa. En el año 2010 tenía una población de 560 habitantes y una densidad poblacional de 11,63 personas por km².

## Geografía
El municipio de Orono se encuentra ubicado en las coordenadas 41°22′49″N 91°20′9″O / 41.38028, -91.33583. Según la Oficina del Censo de los Estados Unidos, el municipio tiene una superficie total de 48.15 km², de la cual 46,53 km² corresponden a tierra firme y (3,37 %) 1,62 km² es agua.

## Demografía
Según el censo de 2010, había 560 personas residiendo en el municipio de Orono. La densidad de población era de 11,63 hab./km². De los 560 habitantes, el municipio de Orono estaba compuesto por el 65,71 % blancos, el 0,54 % eran afroamericanos, el 1,25 % eran asiáticos, el 31,07 % eran de otras razas y el 1,43 % eran de una mezcla de razas. Del total de la población el 50,71 % eran hispanos o latinos de cualquier raza.